# Benoit-Marie Langénieux
Benoît-Marie Langénieux (Villefranche-sur-Saône, 16 de outubro de 1824 - Reims, 1 de janeiro de 1905) foi um arcebispo francês de Reims e cardeal .

## Biografia
Ele estudou humanidades em Paris em St-Nicolas du Chardonnet, sob Félix Dupanloup ; e teologia em St-Sulpice, onde foi ordenado, em 1850. Depois de nove anos como curador em Saint-Roch, ele se tornou sucessivamente promotor diocesano de 1859; curé de St-Ambroise, 1863; depois de Santo Agostinho, 1868; Vigário geral de Paris e arquidiácono de Notre-Dame em 1871.
Feito Bispo de Tarbes , em 1873, ele estava no ano seguinte traduzido para o arquiepiscopal de Reims . Os trinta e um anos de seu episcopado foram frutíferos. Além de obter da legislatura francesa uma apropriação de dois milhões de francos para a restauração da catedral de Reims , ele assegurou aos trapistas a antiga abadia de Igny e para os oratorianos, o priorado de Binson , e ergueu em Châtillon a estátua colossal do papa Urbano. II, cujo culto ele promoveu em Roma. Ele construiu nos subúrbios de sua metrópole as igrejas de Ste-Geneviève, St-Jean-Baptiste de La Salle, St-Benoit e Ste-Clothilde, sendo esta última a sede de uma arquiconfraria de oração pela França, e lugar de celebração do décimo quarto centenário do batismo de Clóvis. Quando a lei da secularização escolar entrou em vigor, ele preencheu sua sé com escolas católicas e fundou quatro asilos para órfãos.
Criado cardeal em 1886, presidiu como legado papal sobre os Congressos Eucarísticos de Jerusalém, Reims e Lourdes.
Ele tomou parte ativa na beatificação de Joana d'Arc . Ele lutou contra a legislação anti-religiosa que estava sendo preparada contra a educação cristã, os institutos religiosos e a concordata . Sua "Declaração de Cardinaux e Exposição da Situação à França da França" (1892) e sua "Carta ao Presidente da República" (1904) permanecem como testemunhas de seu caráter.
Ele nutria acima de tudo o título de "Cardeal des ouvidores" que lhe fora dado pela gratidão da classe trabalhadora, cujos interesses, espirituais e materiais, ele nunca deixou de defender. Langénieux desfrutou da amizade do papa Leão XIII , que o consultou em todas as questões relativas à Igreja na França. A estima universal em que ele estava detido foi abundantemente provada pelas muitas condecorações que os governantes europeus concederam a ele e pelo vasto concurso de bispos, sacerdotes e pessoas em seus dois jubileus e em seu funeral. Seu elogio foi pronunciado por Gaspard-Marie-Michel-André Latty , bispo de Châlons-sur-Marne , e pelo bispo Touchet , de Orléans.
Ao lado dos panfletos mencionados acima e de vários discursos ocasionais, temos da pena de Langénieux: oito cartas pastorais (Tarbes, 1873); 231 mandamentos (Reims, 1874-1905); e "Abregé de l'Histoire de la Religion" (Paris, 1874).
Ele participou do conclave de 1903 , que elegeu o Papa Pio X.

## Link Externo
- Légion d'honneur en Beaujolais - Biographie
- Biographie de Benoît Langénieux sur le site newadvent.org